# لكعيدة الصفصاف (عرب تيدرارين)
لكعيدة الصفصاف هو دُوَّار يقع بجماعة كماسة، إقليم شيشاوة، جهة مراكش آسفي في المملكة المغربية. ينتمي الدوّار لمشيخة عرب تيدرارين التي تضم 18 دوار. يقدر عدد سكانه بـ 34 نسمة حسب الإحصاء الرسمي للسكان والسكنى لسنة 2004.

## روابط خارجية
- البوابة الوطنية للجماعات الترابية نسخة محفوظة 12 مارس 2018 على موقع واي باك مشين.
- المندوبية السامية للتخطيط